# Hermanas Ross
Las Hermanas Ross (the Ross Sisters) fueron un trío femenino compuesto por las hermanas Aggie, Elmira y Maggie Ross, cuyos nombres reales eran Veda Victoria, Dixie Jewel y Betsy Ann Ross. Las Ross Sisters actuaron conjuntamente realizando actuaciones de baile, acrobacia y contorsionismo. Alcanzaron su máxima popularidad durante los años 1940, época en la que destacaron en la película Broadway Rhythm, cuya secuencia ha ido ganando popularidad en YouTube a lo largo del tiempo. El fragmento aparece también en la película recopilatoria That's Entertainment! III (1994).[cita requerida]

## Trayectoria
Las Ross Sisters nacieron en el oeste de Texas. Sus padres fueron Charles Adolphus y Veda Cordelia Ross. Después de actuar en Broadway Rhythm, se mudaron a Europa, donde actuaron en Picadilly Hayride, una revista londinense de postguerra que permaneció en cartel desde 1946 a 1948. Además, grabaron Five Minutes More, canción que posteriormente interpretó Frank Sinatra.[cita requerida]
Betsy Ann Ross (Aggie) nació el 26 de junio de 1926 en Colorado City, Texas. Se casó con Robert «Bunny» Hightower, un bailarín estadounidense, el 11 de enero de 1947, y tuvieron un hijo llamado Dana. Robert era alcohólico y tenía esquizofrenia. En uno de sus brotes esquizofrénicos golpeó a Betsy hasta casi matarla. A la pareja se le vio en numerosas ocasiones en The Ed Sullivan Show. Robert Hightower, por su parte, había estado casado previamente con la bailarina Vera-Ellen, más conocida como la hermana de Rosemary Clooney en la película White Christmas. Betsy falleció en Troup, Texas el 21 de noviembre de 1996.[cita requerida]
Veda Victoria «Vickie» Ross (Maggie) nació el 8 de noviembre de 1927, en Roscoe (Texas). Se casó con Robert Lamouret April el 10 de marzo de 1950 en París. Más tarde, se casó con Bob Hender. Falleció en Maitland, Florida, el 29 de mayo del 2002.[cita requerida]
Dixie Jewel Ross (Elmira) nació el 9 de agosto de 1929, en Loraine (Texas). Se casó el 10 de julio de 1948 con  Richard «Dickie» Henderson, OBE, hijo del humorista de Music Hall y cantante famoso por su voz, su sombrero bombín y su peculiar apariencia. También fue famoso por interpretar Tiptoe Through the Tulips. Dixie murió a los 33 años, el 10 de julio de 1963, en su aniversario de bodas, por sobredosis de barbitúricos, y fue enterrada en el cementerio de Gunnersbury, en Londres, Inglaterra.
En 1955, tras el deceso de su padre, su madre se volvió a casar, y se la conoció como Veda Matteson; falleció a los 94, en 2000.